# Carice TC2
 (mai 2023).
La Carice TC2 est un roadster électrique produit par le constructeur automobile néerlandais Carice à partir de 2023.